# Езучевский, Михаил Дмитриевич

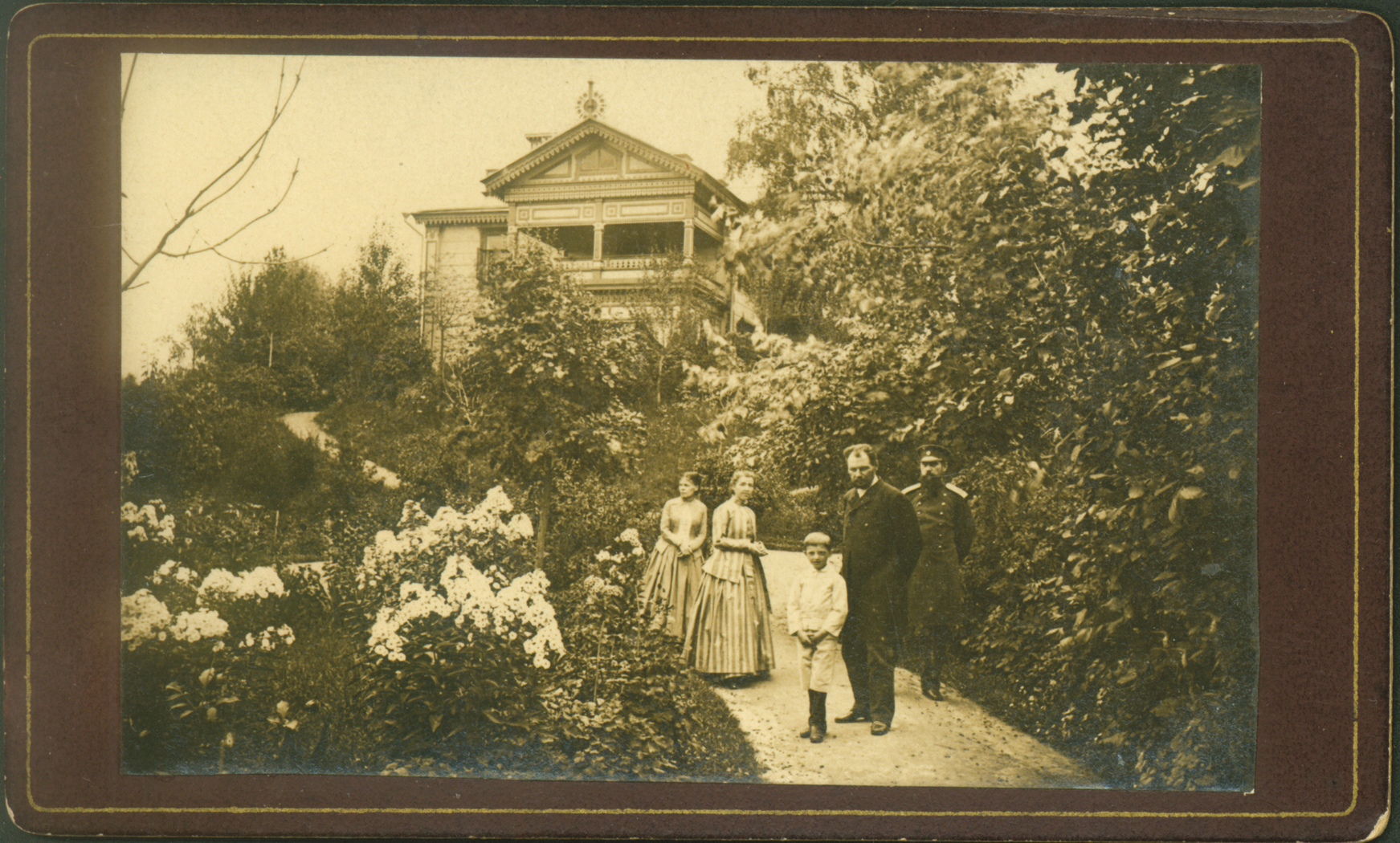
Царицыно. Миша Езучевский с отцом и семья Бернгардтов на даче. Cередина 1880-х годов

Михаил Дмитриевич Езучевский (1879—1928) — русский художник-живописец, график, иллюстратор.

## Биография и творчество
Родился в семье действительного статского советника, потомственного дворянина Д. П. Езучевского (1835—1898), учёного-физика и изобретателя портативного стерео-фотоаппарата (в 1879 году аппарат представлен в Русском техническом обществе; «моментальные камеры Езучевского» производила московская мастерская Н. И. Клячко). 
Мать — Анна Андреевна (урождённая Бернгардт) — училась в Московском Елизаветинском институте благородных девиц, служила классной дамой в одной из женских школ.

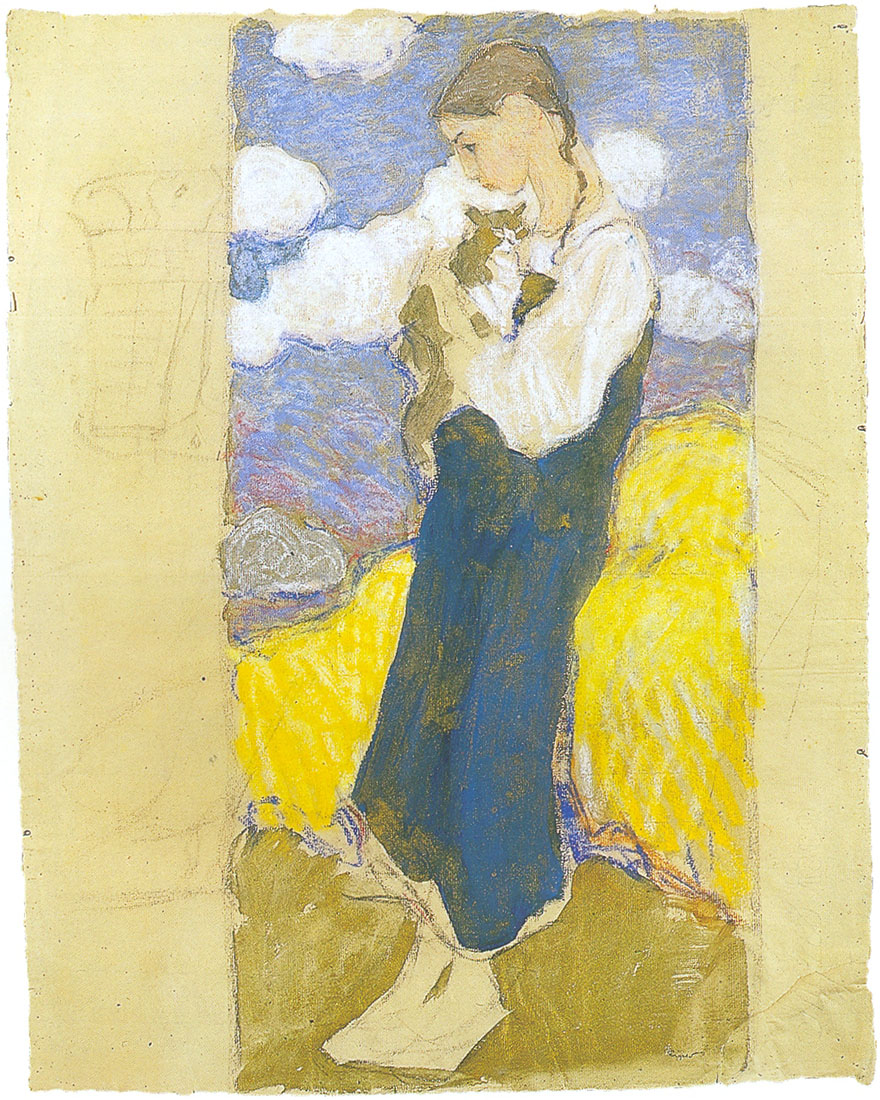
Пастушка. 1900-е годы

После окончания 2-го Московского кадетского корпуса в 1900 году Михаил Езучевский в чине прапорщика уволился в запас и серьёзно увлёкся живописью: посещал студию художника-акварелиста Н. А. Мартынова вместе с будущим известным художником-анималистом В. А. Ватагиным, также А. Ф. Котсом и Н. Д. Бартрамом. Затем уехал на учёбу во Францию, где окончил Парижскую академию искусств (1903 год). Художник неоднократно выезжал и вновь возвращался в Париж. Он посетил Италию, Испанию, Северную Африку. В этих поездках молодой живописец очень много работал, писал этюды. Был художником журнала «Летопись войны с Японией» (1904—1905 годы).
В 1910-е годы его произведения стали появляться на различных выставках в России. В марте 1914 года он участвовал в сборной выставке русских художников в известной московской галерее Лемерсье наряду с А. М. Васнецовым, В. М. Васнецовым, И. Е. Репиным, М. М. Гермашевым, М. А. Врубелем, К. И. Горбатовым. Ранние работы художника (пастели и смешанная техника 1910—1913 годов) хранятся в музее города Переславля-Залесского.
В начале Первой мировой войны был мобилизован в тыловые части, затем добровольцем перевёлся непосредственно на фронт, в 7-й гренадерский Самогитский полк. В 1915 году попал в плен, в котором он находился до 1918 года на территории Венгрии (откуда привёз целый ряд интереснейших натурных зарисовок).
Вернулся в Москву в 1918 году, и при содействии своего друга Н. Д. Бартрама, директора Музея игрушки на Смоленском бульваре (впоследствии музей перевели в Загорск), стал сотрудником отдела охраны памятников искусства и старины Народного комиссариата просвещения РСФСР. Бартрам привлёк Езучевского к работе в техникуме кустарной промышленности в качестве преподавателя рисования. 
В первые годы после Октябрьской революции совмещал множество должностей в различных советских учреждениях. Помимо преподавания в техникуме, также был преподавателем в детском доме имени Третьего Интернационала. В 1919—1921 годах М. Д. Езучевский работал научным сотрудником в отделе декоративного искусства музейного отдела Главнауки, являлся членом Комиссии по изучению и созданию детской книги при опытно-показательных учреждениях Народного комиссариата просвещения.

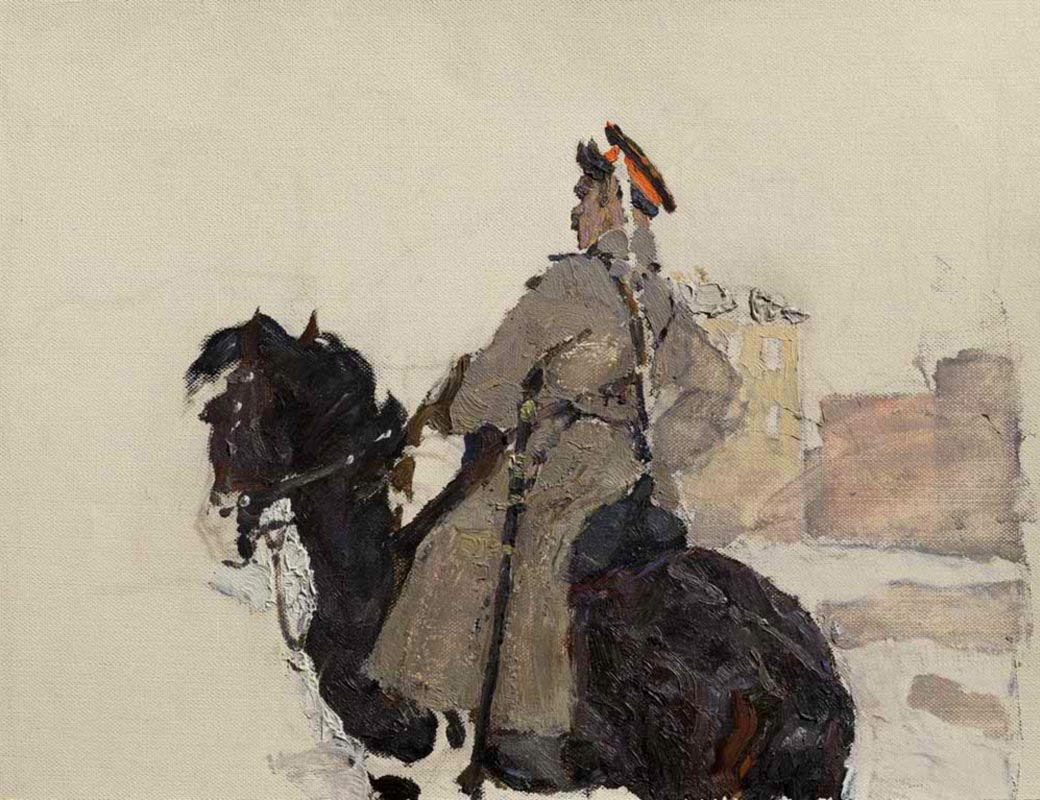
Казак. 1905—1910 годы

В 1918—1922 годах М. Д. Езучевский работал в Комитете по выработке форм обмундирования и снаряжения Красной армии при Всероссийском главном штабе; руководил мастерской по изготовлению рисунков и проектов новых форм обмундирования. Вместе с другими известными художниками участвовал в конкурсе по созданию проектов формы Красной армии, объявленном Народным комиссариатом по военным делам РСФСР в мае 1918 года.
Известный исследователь военной формы, консультант по военному костюму Российской государственной библиотеки искусств Кирилл Цыплёнков считает, что именно художник М. Д. Езучевский внёс решающий вклад в создание образа «богатырской шапки» (будёновки) и «стрелецких» кафтанов (шинелей), появившихся затем в качестве новой формы в Красной армии. Это обстоятельство подтверждается не только архивными свидетельствами (прямым упоминанием со стороны председателя комитета по выработке форм обмундирования М. В. Акимова), но и выявленными в последнее время подлинными эскизами Езучевского, находящимися в частных собраниях историка униформы РККА Алексея Степанова и коллекционера Сергея Подстаницкого.
В 1922 году художник был приглашён для работы в Дарвиновский музей, где на тот момент остро не хватало мастера исторической живописи и живописного портрета. За годы работы в музее (с 1922 по 1928 год) Езучевский создал замечательную серию картин по истории естествознания.
Главным призванием М. Д. Езучевского была жанровая живопись, благодаря чему в фондах музея представлены уникальные серии картин, на которых запечатлены сюжеты из жизни великих натуралистов и мыслителей различных эпох. Героями его произведений стали Аристотель, Р. Бэкон, И. Кеплер, Н. Коперник, Г. Галилей, Д. Бруно, Ф. Бэкон, И. Ньютон, Г. В. Лейбниц, И. Кант, О. Конт, Г. Спенсер, Э. Мендель, Ч. Дарвин.
Ещё за несколько лет до Первой мировой войны М. Д. Езучевский познакомился с Екатериной Голиковой, ставшей его гражданской женой. В её квартире на Арбате он жил и работал до конца своей жизни. В дальнейшем именно её родственники сохранили архив семьи Езучевских.
В 1928 году в Москве, в возрасте 48 лет, художник скончался, не успев завершить начатую в 1924 году серию картин «К истории борьбы церкви и науки». Похоронен в Москве на Ваганьковском кладбище — участок 17.
По выражению А. Ф. Котса, М. Д. Езучевский «навсегда оставил яркий след в истории Дарвиновского музея».